# Al-Baladhurí
Àhmad ibn Yahya ibn Jàbir ibn Dàwud al-Baladhurí (àrab: أحمد بن يحيى بن جابر بن داود البلاذري, Aḥmad ibn Yaḥyà ibn Jābir ibn Dāwud al-Balāḏurī), més conegut simplement per la seva nisba com a al-Baladhurí, fou un dels més grans historiadors àrabs del segle ix.
La data de naixement aproximada fou vers 810-820 i la de la mort rondaria el 892. Segurament va néixer i va viure la major part de la seva vida a Bagdad però va viatjar per Homs, Damasc i Antioquia. Va estudiar amb altres historiadors cèlebres com al-Madaïní, Ibn Sad i Mússab az-Zubayrí. Fou conseller d'al-Mutawàkkil i d'al-Mustaín, però va caure en desgràcia amb al-Mútamid.
Les seves dues obres conegudes són:
- Futuh al-buldan, lit. Conquesta dels països, coneguda però com a Història de les conquestes musulmanes, que narra les primeres conquestes musulmanes.
- (Kitab) Ansab al-aixraf, (Llibre de) Les nisbes dels nobles [descendents del profeta Muhàmmad], obra inacabada, ordenada per biografies amb els personatges de les diverses branques de descendents del profeta i quraixites.